# Mecz Gwiazd Polskiej Ligi Koszykówki Kobiet
Mecz Gwiazd Polskiej Ligi Koszykówki Kobiet – spotkanie towarzyskie z udziałem najlepszych koszykarek grających w polskiej żeńskiej ekstraklasie, któremu towarzyszą również rozmaite konkursy. Impreza inauguracyjna odbyła się w 2003 roku. 
Do 2008 roku, do rywalizacji stawały zespoły mistrza polski oraz gwiazd PLKK. W kolejnych latach drużyna gwiazd stawała do konfrontacji z reprezentacją Polski.

## Szczegóły kolejnych edycji
| Edycja | Data        | Gospodarz         | Zwycięzca             | Pokonany     | Wynik  | MVP                            | Konkurs rzutów za 3 |
| ------ | ----------- | ----------------- | --------------------- | ------------ | ------ | ------------------------------ | ------------------- |
| I      | 14 X 2001   | Gdynia            | Polska                | Gwiazdy PLKK | 74–72  | nie wybrano                    | nie rozgrywano      |
| II     | 3 III 2002  | Polkowice         | Wschód                | Zachód       | 90–72  | Katie Smith                    | Natalija Trafimawa  |
| III    | 10 III 2003 | Starogard Gdański | Wschód                | Zachód       | 99-94  | Gordana Grubin                 | nie rozgrywano      |
| IV     | 8 XI 2003   | Rzeszów           | Gwiazdy STBL          | Lotos Gdynia | 81-80  | Elżbieta Trześniewska          | nie rozgrywano      |
| V      | 7 XI 2004   | Gdynia            | Lotos Gdynia          | Gwiazdy      | 100-90 | Monika Veselovski              | nie rozgrywano      |
| VI     | 18 XII 2005 | Gdynia            | Lotos Gdynia          | Gwiazdy      | 62-61  | Agnieszka Bibrzycka            | nie rozgrywano      |
| VII    | 5 XI 2006   | Kraków            | Wisła Can-Pack Kraków | Gwiazdy FGE  | 85-85  | Dorota Gburczyk Monique Coker  | nie rozgrywano      |
| VIII   | 27 I 2008   | Kraków            | Wisła Can-Pan Kraków  | Gwiazdy FGE  | 83-79  | Kara Braxton Agnieszka Skobel^ | nie rozgrywano      |
| IX     | 9 I 2010    | Pruszków          | Gwiazdy PLKK          | Polska       | 95-75  | Samantha Richards              | Tracy Gahan         |
| X      | 13 II 2011  | Lublin            | Gwiazdy FGE           | Polska       | 90-87  | Jelena Maksimović              | Laurie Koehn        |
| XI     | 11 II 2012  | Gdynia            | Polska                | Gwiazdy FGE  | 74-70  | Agnieszka Bibrzycka            | Laurie Koehn        |
| XII    | 15 II 2014  | Gdynia            | Gwiazdy BLK           | Polska       | 70-64  | Allie Quigley                  | Allie Quigley       |
| XIII   | 28 II 2015  | Lublin            | Gwiazdy TBLK          | Polska       | 76-66  | Allie Quigley                  | Julie McBride       |

^ – najlepsza zawodniczka drużyny przeciwnej, ale nie MVP meczu